# Ursula Bassler

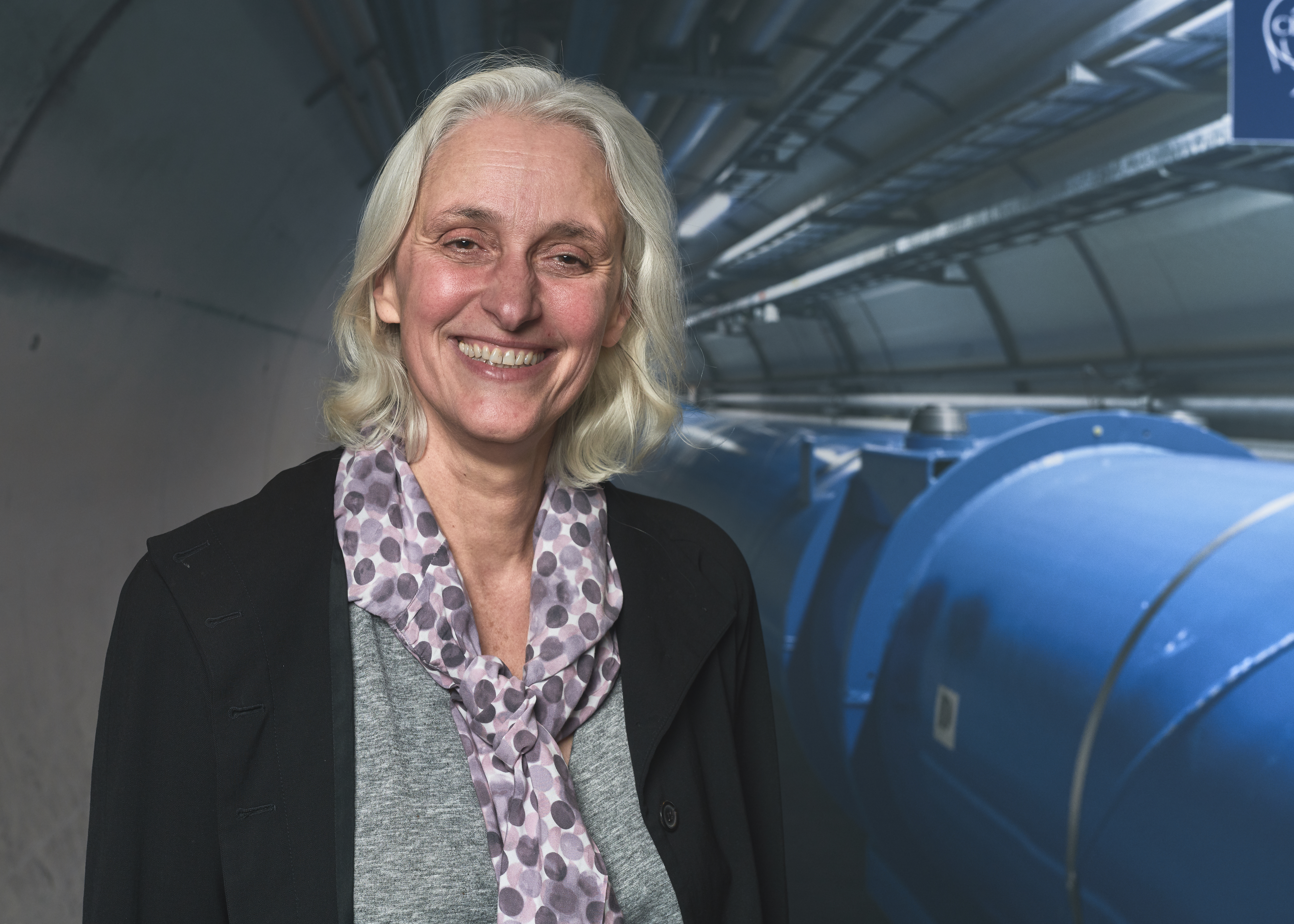
Ursula Bassler

Ursula Rita Bassler (geb. 9. Juli 1965 in Weil am Rhein) ist eine deutsch-französische Physikerin. Sie war von 2019 bis 2021 Präsidentin des CERN-Rates und Mitglied des stellvertretenden wissenschaftlichen Direktoriums des Nationalen Instituts für Kern- und Teilchenphysik (IN2P3), CNRS. Ab 2026 ist sie Direktorin für Stakeholderbeziehungen des CERN.

## Laufbahn
Bassler wurde 1965 in Weil am Rhein geboren. Als Au-pair-Mädchen zog sie nach Frankreich. Sie schloss 1993 ihre Promotion in Teilchenphysik an der Universität Pierre und Marie Curie ab.
Sie trat in das Labor für Kern- und Hochenergieforschung (LPNHE: Nuclear and High Energy Laboratory) ein, eine gemeinsame Forschungseinheit (Unité mixte de recherche) des Centre national de la recherche scientifique (CNRS) und der Universität Pierre und Marie Curie, wo sie sich mit der Teilchenphysik an Beschleunigern beschäftigte. Bassler nutzte Daten aus dem Teilchenbeschleuniger HERA, wo sie als Mitglied des H1-Experiments bei DESY in Deutschland an der Struktur des Protons arbeitete.
1998 wechselte Bassler zum DØ-Experiment am Fermilab, wo sie für die Online-Kalorimeterkalibrierung zuständig war. Sie war Mitglied einer Arbeitsgruppe zur Strukturfunktion und lieferte Beiträge für den Deep Inelastic Scattering Workshop im Jahr 1999.
Im Jahr 2007 wurde sie zur Leiterin der Abteilung Teilchenphysik am Institut für die Erforschung der Grundgesetze des Universums (Institute of Research of the Fundamental Laws of the Universe) bei der französischen Kernforschungseinrichtung CEA ernannt.
Von 2014 bis 2015 war sie stellvertretende wissenschaftliche Direktorin für Teilchenphysik und Computing am IN2P3, dem Kern- und Teilchenforschungsbereich des CNRS, und dann von 2016 bis 2018 dessen stellvertretende Direktorin. Am IN2P3 war Bassler insbesondere an den Upgrades der LHC-Detektoren für den Betrieb bei hoher Luminosität (high-luminosity LHC: HL-LHC) und an der französischen Beteiligung an der European Open Science Cloud beteiligt. Mit Stand vom Januar 2025 ist sie am IN2P3 stellvertretende wissenschaftliche Direktorin für Laboratorien, die Beziehungen zur französischen Nationalen Forschungsagentur (ANR) und Europa.
Sie war Mitglied im wissenschaftlichen Rat verschiedener Forschungseinrichtungen, so unter anderem des DESY, des High Energy Physics Advisory Panel des amerikanischen DOE und Mitglied im Evaluierungskomitee des italienischen Istituto Nazionale di Fisica Nucleare.
Im September 2018 wurde Bassler auf Vorschlag Frankreichs und Deutschlands zur 23. Präsidentin des CERN-Rates ernannt. Im Januar 2022 trat Eliezer Rabinovici ihre Nachfolge an. Bassler ist seit Januar 2024 Directrice de recherche im Laboratoire Leprince Ringuet in Palaiseau.
Im Juni 2025 wurde sie auf Vorschlag des designierten CERN-Generaldirektors Mark Thomson vom CERN-Rat zur Direktorin für Stakeholderbeziehungen ernannt. Dieses Amt tritt sie im Januar 2026 an.
Bassler ist (Stand Januar 2025) Ko-Autorin von über 520 begutachteten wissenschaftlichen Veröffentlichungen, die zusammen über 47.000 mal zitiert wurden (h-Index 108) und sie ist Herausgeberin des Buches Étonnants infinis.

## Wissenschaftskommunikation
Während des World Year of Physics in 2005 führte Bassler einen Blog unter den Namen Quantum Diaries. Im Jahr 2006 rief sie das Projekt Collisions ins Leben, ein Multimediaprojekt mit Anaïs Prosaïc als Regisseurin, das die Physiker und Ingenieure vorstellte, die für den Large Hadron Collider (LHC) arbeiten. Im Jahr 2008 drehten Bassler und Prosaïc den Dokumentarfilm Collisions.